# Franco Arese
Francesco Arese, dit Franco Arese (né le 13 avril 1944 à Centallo) est un athlète et un dirigeant sportif italien, spécialiste du demi-fond (1 500 mètres).
Il est actuellement président de l'Asics-Italie et de la FIDAL (fédération italienne d'athlétisme).

## Biographie
En 1970, Franco Arese remporte l'Universiade et l'épreuve du 1 500 mètres en Coupe d'Europe. Dans la même spécialité, il est champion d'Europe en 1971. Il préside la FIDAL depuis 2005.